# Stanisław Myszkowski (zm. 1570)
Stanisław Myszkowski z Mirowa herbu Jastrzębiec (zm. w 1570 roku) – wojewoda krakowski w latach 1565–1570, kasztelan sandomierski w 1563 roku, starosta ratneński w 1552 roku, starosta słomnicki, starosta malborski w latach 1554–1563, krajczy korony w 1550 roku, wojski krakowski w latach 1549–1557, dworzanin królewski w 1546 roku.

## Życiorys
We wszystkich swoich aktywnościach publicznych był bliskim i lojalnym współpracownikiem króla Zygmunta Augusta. Przy wsparciu króla Stanisław Myszkowski prowadził działalność religijną (w której dużą rolę odgrywały cele polityczne) jako jeden z przywódców małopolskich kalwinistów. Dążył do stworzenia programu wyznaniowego i utworzenia polskiego kościoła narodowego. Był zwolennikiem reform państwowych. Brał czynny udział w przygotowaniu unii realnej z Litwą. Jako przedstawiciel Korony Królestwa Polskiego podpisał akt unii lubelskiej 1569 roku.
Związek małżeński zawarł z Jadwigą z Tęczyńskich herbu Topór. Małżonkowie pochowani zostali na cmentarzu ewangelickim w Krakowie, ale ich wspólny pomnik nagrobny pochodząca z czwartego ćwierćwiecza XVI w. znajduje się w kościele pw. Wniebowzięcia Najświętszej Marii Panny w Bestwinie. Stanisław Myszkowski był właścicielem Bestwiny, wsi w Polsce, położonej w województwie śląskim, w powiecie bielskim Ordynacji Myszkowskich.